# 弗里斯
弗里斯（法語：Frise，法語發音：[fʁiz] ⓘ）是法国上法蘭西大區索姆省的一个市镇，属于佩罗讷区。

## 地理
弗里斯（49°56'29"N, 2°49'6"E）面积6.15 平方千米，位于法国上法蘭西大區索姆省，该省份为法国北部沿海省份，北起加来海峡省和北部省，西接滨海塞纳省和大西洋英吉利海峡，南至瓦兹省，东临埃纳省。
与弗里斯接壤的市镇（或旧市镇、城区）包括：栋皮埃尔-贝坎库尔、卡皮、屈尔吕、埃克吕谢沃、弗耶尔、埃莫纳库、埃尔贝库尔。
弗里斯的时区为UTC+01:00、UTC+02:00（夏令时）。

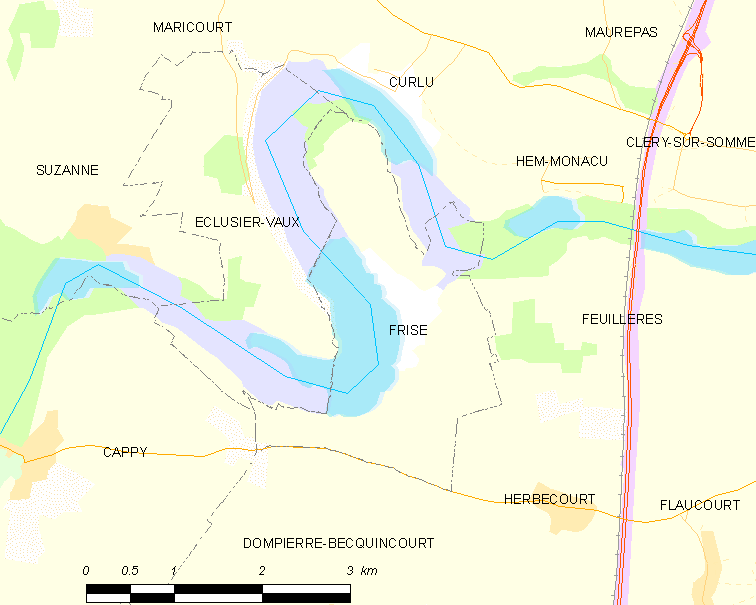
弗里斯的OSM定位图

## 行政
弗里斯的邮政编码为80340，INSEE市镇编码为80367。

## 政治
弗里斯所属的省级选区为阿尔贝县。

## 人口

1962-2008年间弗里斯人口变化图示

弗里斯于2022年1月1日时的人口数量为176人。